# Kanishka

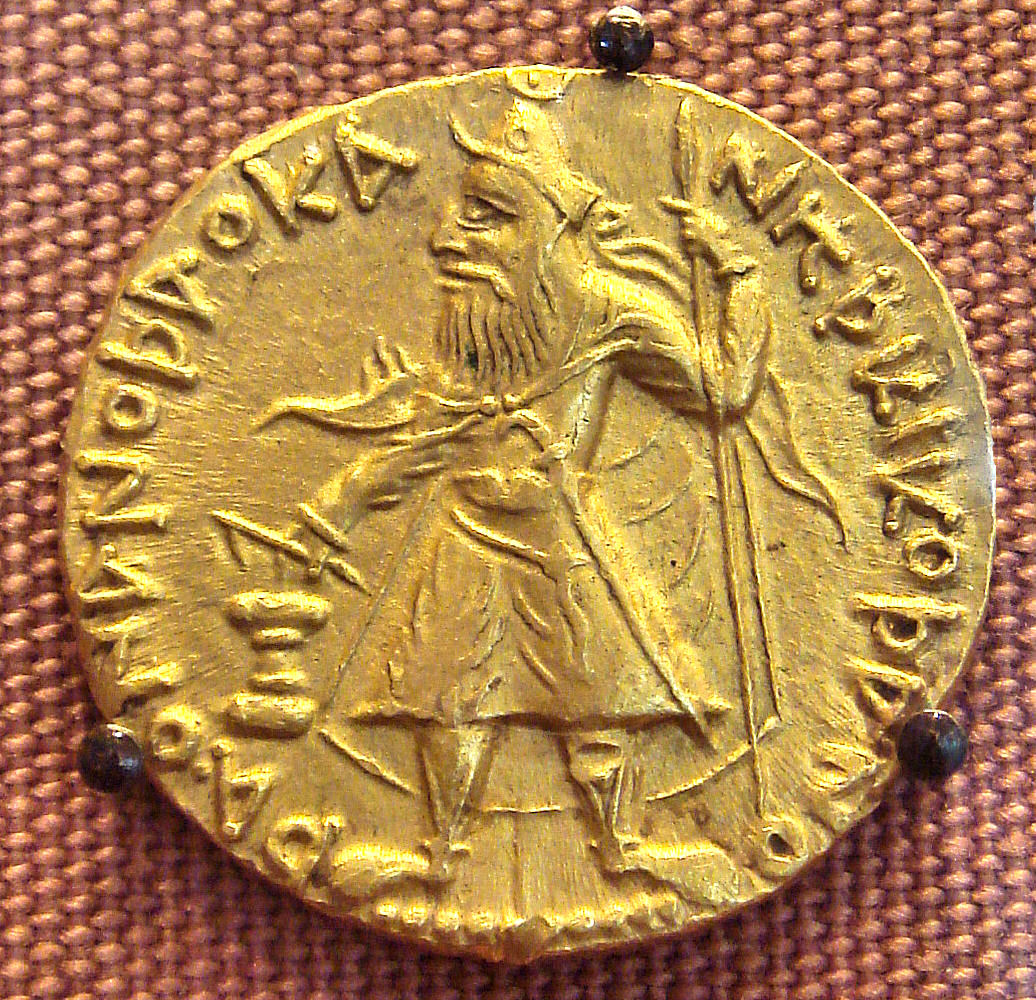
Mynt med bild av Kanishka.

Kanishka, möjligen född 53, den mest framstående av kungarna i Kushanariket i Indien, regeringstid 78–98, eller, enligt nutida bedömare, c. 120-c. 150 (tiden något osäker). Buddhismens "nordliga kanon" (mahayana) tillkom på det fjärde buddhistiska konciliet under kung Kanishka.
Kanishka residerade i Kashmir och rådde över ett rike, som sträckte sig från Sindh i söder och Agra i öster upp till Kokand i Centralasien. I de nordvästra gränsprovinsen anses befolkningen ännu till ej ringa del utgöras av ättlingar av det med Kanishka invandrade yuezhifolket.